# Ad Apostolorum principis
Ad Apostolorum principis (29 de junho de 1958) é uma encíclica do papa Pio XII sobre o comunismo e a Igreja na China. Descreve perseguições sistemáticas de bispos, padres, religiosos e fiéis e as tentativas do governo de estabelecer uma Igreja Católica patriótica, independente de Roma. 

## Contexto
A Igreja Católica na China prosperou no início do século XX, apesar de muitos obstáculos. Uma hierarquia foi estabelecida na China, abrindo muitas oportunidades. Mas após a vitória comunista na Guerra Civil Chinesa, as comunidades cristãs foram destruídas e os missionários expulsos. Muitos bispos, padres e homens e mulheres religiosos, juntamente com muitos fiéis, foram presos, enviados para campos de reeducação, foram submetidos a tortura e julgamentos. O papa Pio XII emitiu em 1952 a encíclica Cupimus Imprimis, na qual acusou os perseguidores e defendeu a Igreja "um estranho para ninguém na terra, muito menos hostil a qualquer" contra a acusação de ser contra o povo da China. Em 1954, ele publicou outra Carta Encíclica, Ad Sinarum gentem, na qual refutou as acusações feitas contra católicos na China, afirmando que eles são leais e fiéis ao seu país. 

## Problemas atuais
Desde aquela época, a Igreja na China passou por mais dificuldades. Um movimento católico "patriótico" é forçado por todos os meios a todos os fiéis. Um movimento pelo patriotismo e pela paz, que pode ser contra isso, pergunta Pio, é na realidade apenas uma fraude. Essa associação visa principalmente fazer com que os católicos adotem gradualmente os princípios do materialismo ateísta. Todos são forçados a aprovar e participar e os bispos, padres, religiosos, freiras e fiéis em número considerável, que não participam, já estão na prisão; Sacerdotes, religiosos e religiosas, estudantes eclesiásticos e fiéis de todas as idades são forçados a participar de cursos e de uma série quase interminável de palestras e discussões, com duração de semanas e meses, a fim de enfraquecer a força da mente e da vontade, por um tipo de coerção psíquica. Sob tais circunstâncias, todo cristão deve deixar de lado toda dúvida e repetir com calma e firmeza as palavras com as quais Pedro e os outros apóstolos responderam aos primeiros perseguidores da Igreja: "Devemos obedecer a Deus, e não aos homens".

## Consagrações ilegais
Pio discursa contra aqueles que elegem e nomeiam bispos de sua própria vontade política, sem qualquer consulta com a Santa Sé. Muitas dessas eleições foram realizadas contrariamente a todas as leis da Igreja. Alguns padres ousadamente se atreveram a receber consagração episcopal, apesar do aviso público e severo da Sé Apostólica. Ele declara que "os bispos que não tenham sido nomeados nem confirmados pela Sé Apostólica, mas que, pelo contrário, tenham sido eleitos e consagrados desafiando as suas ordens expressas, não gozam de poderes de ensino ou de jurisdição, uma vez que a jurisdição passa para os bispos apenas através do Pontífice Romano" Atos que exigem o poder das Ordens Sagradas, que são executados por eclesiásticos desse tipo, embora sejam válidos enquanto a consagração que lhes foi conferida for válida, ainda são gravemente ilícitos, isto é, criminosos e sacrílegos . 
Conseqüentemente, para consagrações ilegais, foi estabelecida uma excomunhão reservada à modalidade especial à Sé Apostólica, que é automaticamente incorrida pelo consagrante e por qualquer pessoa que tenha recebido consagração irresponsável.

## Orações e esperança
Em palavras cordiais e emocionais, o Papa assegura a seus bispos, sacerdotes e fiéis sua comemoração diária durante a missa da manhã e os conforta: 
Seja então constante e deposite a sua confiança Nele de acordo com as palavras: Lançai sobre Ele toda a vossa ansiedade, porque Ele cuida de vós. Ele vê claramente a vossa angústia e os vossos tormentos. Ele considera particularmente aceitável a dor de alma e as lágrimas que muitos de vós, bispos e sacerdotes, religiosos e leigos, derramam em segredo quando contemplam os esforços daqueles que lutam para subverter os cristãos entre vós. Estas lágrimas, estas dores e torturas corporais, o sangue dos mártires do passado e do presente - tudo isto fará com que, através da poderosa intervenção de Maria, a Virgem Mãe de Deus, Rainha da China, a Igreja na vossa terra natal recupere finalmente as suas forças e numa era mais calma, dias mais felizes brilharão sobre ela.